# 鈴木拓
鈴木 拓（すずき たく、1975年〈昭和50年〉12月7日 - ）は、日本のお笑いタレント、俳優。お笑いコンビドランクドラゴンのツッコミ、ボケ担当。相方は塚地武雅。
神奈川県綾瀬市出身、同市在住。プロダクション人力舎所属。綾瀬市立天台小学校、綾瀬市立北の台中学校、神奈川県立綾瀬西高等学校卒業。上武大学中退。

## 略歴
1975年、神奈川県綾瀬市に生まれる。幼稚園の頃は、2歳上の姉が毎日送り迎えをしてくれた。
小学4年生の頃、隣の市から引っ越し、新しい小学校に通う。
中学校に入学後、サッカー部に入部。高校も補欠ではあるが、サッカーを続けていた。しかし、6年間「血反吐を吐くような思い」で努力したものの実を結ばなかったことから、「才能のないものを努力したところで何の意味もない」との持論を持つに至った。
高校卒業後、アルバイトもせず、2年間ニートの生活を送りながら釣りをしていた。

### 芸人を目指す
書店で立ち読みした本に「簡単になれる職業（最高が星五つのランク付けで星一つ）」としてお笑い芸人が挙げられていたことから芸人を志したと度々語っている。
しかし、実際には幼い頃からお笑いが大好きで、中学2年生の時に『ダウンタウンのガキの使いやあらへんで!』（日本テレビ）を深夜に見て大爆笑し、そこからダウンタウンにのめり込んだ。高校卒業後2年のフリーター生活を経て、プロの格闘家か芸人になるかの二択で迷って、結果として芸人になることを選んだ。
スクールJCA5期生として入所。当初は男性3人、女性1人からなるカルテット「4人組」を組んでいたが、メンバーの男性の1人と女性が男女の関係となり、残った1人の男性ともそりが合わなかったことからカルテットを解消した。

### 芸人として
鈴木の消極的な性格を、「お笑いを目指しているのに執拗に前に出ない、センスがある」と勘違いして誘ってきた塚地と1996年にコンビを結成した。
以前は一人の活動も「ドランクドラゴン」として受けた仕事としてギャラを折半しており、『はねるのトびら』（フジテレビ）以来俳優としても芸域を広げた塚地に依存し、芸能活動に消極的で“楽をして稼ぐ”スタンスだったが、2011年から歩合制となると積極的な発言でピンの仕事も増えてきた。
2020年に300万円をかけて機材をそろえ、YouTubeデビューしている。OPENREC.tvとも契約を結んで配信を行っている。

## 芸風
- ツッコミ担当だが天然ボケの部分があり、いじられ役である。トーク番組や一部のコントでは立場が逆転し、塚地がツッコミに回っている。トーク番組では、彼のボケが話題の中心になることも多い。『エンタの神様』（日本テレビ）出演時には、鈴木が本気で間違え塚地にツッコまれるという場面もしばしばあった。『爆笑オンエアバトル』（NHK）でのコント中、塚地の「Is this a dog? No. This is a radio.（これは犬ですか?いいえ、これはラジオです）」というボケに対し、「間違えようがないだろ!猫とラジオ」と突っ込んだことがある。
- 何かあるとその人の名前を叫ぶ「ラジオツッコミ」が得意。名前の由来は、何かふざけた人の名前を呼ぶと音声だけのラジオでもわかりやすいことから。
- 塚地がレギュラー出演するテレビドラマでゲスト出演することが多い[9]。

## 人物

### 身体
- 眼鏡以外に骨が突き出ている顔や色白であることなどを特徴としているが、夏場に釣りのし過ぎで日焼けしたり、宣材写真を撮る時にも眼鏡を掛けてこなかったりと、特にこだわっていない[10]。事務所に所属したばかりの頃は眼鏡をかけておらず、偉い人に「（眼鏡をかけていないと）爆弾を作っていそうな顔だから」と言われて、かけるようになった[11]。海外の空港で爆弾を所持していると疑われた事がある[12]。

### 性格
- 天然ボケだが塚地は「ウド鈴木（キャイ～ン）のように天然ボケのお笑い芸人には純粋で性格が良い人が多いのとは対照的に、鈴木は性格が悪い」と語る。番組で共演したウド鈴木が失敗した際に露骨に揚げ足を取る、先輩のおぎやはぎに敬語を用いないがプロダクション人力舎は上下関係が厳しくない、アンタッチャブルがパーソナリティを務めるラジオ番組に遅刻した際に、すぐにバレるようなうそをつくなどである。

### 趣味・特技
- 趣味は釣り[13]で、相方の塚地がピンの仕事をしている際はスケジュールが空くため釣りをして過ごしている。
- ブラジリアン柔術（グレイシー柔術）を習っており[14]、紫帯を保有。柔道では神奈川県大会で優勝したこともあると本人は語っている[15]。柔術は高校生の頃テレビで知り、最初は家の近所で教えてくれる所に行っていたが、その後他の教室に通っている[16]。鈴木自身も強さに自信があることから「共演者にイジられても自分の方が強いと開き直って我慢できる」と忍耐強さにも応用している[17]。養成所時代、鈴木がとてつもなく強いとの噂を聞きつけた芸人達による「鈴木チャレンジ」というストリートファイトが行われ、実際に鈴木は三人を骨折させた[18]。ここから「芸能界最強」の話が広がっていったという。
- Pokémon GOを楽しんでいる[19]。

### 苦手なこと
- 車庫証明を警察署に提出したが書いた地図が下手で受理されず、家族にも絵の才能がないと言われている[20]。

### 交友関係
- さかなクンとは、中学・高校の同級生で、高校3年の時は同じクラスだった[21]。2015年12月18日放送の『中居正広のキンスマスペシャル』（TBSテレビ）でさかなクンと共に母校を訪ねる企画があった。その収録の中で鈴木は、大学の一芸入試で自分の一芸を「魚です」と答えて不合格となったさかなクンをからかい、当時は非常におとなしかったさかなクンが珍しく怒ったこと、そのことをずっと心残りにしてきたことを明かし、改めて謝罪している[22]。
- 『はねるのトびら』で出番が少ない山本博（ロバート）と仲が良く[23]、ブログを始めたきっかけも山本である[24]。
- キングコングは大嫌いだと公言している。特に梶原雄太（キングコング）とは仲が悪い。経緯は、山本博が『はねるのトびら』の空気が悪いから仲良くするために飲み会をしようという会で、馬場裕之（ロバート）とスタッフが殴り合いの喧嘩になり、そこから梶原と山本で大喧嘩が始まり、梶原が「この大喧嘩したのは博のせいや！お前が開かなかったらこんなことにならなかっただろうが！」と山本に責任転嫁した。鈴木は大好きな山本が梶原に絡まれてるのを観て頭に来てしまい「てめぇ梶原殺すぞ！」と言ったが、梶原と山本が「お前関係ねぇだろ！」と突き飛ばし、また2人で喧嘩が始まる。この時鈴木は酔っていたため、気づいたら車の輪止めを枕にして寝ていた。また、梶原から「つまんねぇ」などと言われ[注 1]、それ以降鈴木は梶原の事が嫌いになっている。しかし、才能は凄いと認めている[25]。
- 山本と同様に仲が良い田中卓志（アンガールズ）と3人で音楽ユニットの悲愴感を結成し[26]、2008年8月27日に歌手デビューした。
- プライベートでゲームを一緒に遊んだ事が有る嵐の二宮和也とはお互い"拓ちゃん""ニノカズさん"と呼び合っている[27]。

### 仕事の取組み
- 2007年4月から開始された『はねるのトびら』のコーナー「短縮鉄道の夜」で役柄を得たものの、前半部分ではほとんどしゃべらない。他のメンバーと比べてあまりにミスが多い不甲斐なさから、エキストラに降格させられたこともある。ディレクターにも「お前がしゃべるとつまらなくなるからしゃべるな」などと言われたという。
- 塚地に比較するとピンでの仕事が少ないため子供には「お父さん、たまにはどっか行かないの?」と心配されたことがある。そのため、単身赴任しているにも拘わらず、家から出て公園で鳩にエサをやったりして時間を潰して帰るという。塚地が『はねトび』の収録時に骨折、全治2、3か月の重傷を負って入院している時に鈴木がお見舞いに来て、「塚っちゃんの分まで仕事頑張るよ」と珍しくやる気を見せ、その姿に塚地は思わず感動してしまったが、入院している間塚地が鈴木をテレビで見かけたことは無かった。実際、塚地が入院中の給料は塚地がいる時の4割程度だった。
- 以前はTwitterを利用していたが、2012年10月7日放送の『run for money 逃走中』（フジテレビ）出演時の行動が一部のユーザーから反感を買い、「地獄のような苦情の嵐」が殺到し、炎上するという騒ぎになった[28]。10月12日、「諸事情によりTwitterをやめたいと思います」としてアカウントは削除された[29][30][31]。2013年2月28日、Twitterを再開。それ以降、複数回『逃走中』に出演したが、自首狙いに動き、油断が原因で捕まることが多かった。兄弟番組の『戦闘中』（フジテレビ）に出演した際、強敵の不意打ち撃破や敗者復活後の大量ボーナスに目がくらみ初の自首宣言を取るが、エスケープルール（自首宣告後、全プレイヤー全員に自首メールが渡り10分間逃げ切る）で通知後、プレイヤー全員が一丸となって撃破されるなど一種のヒールキャラと扱われている。一方で、彼と似た考え方を持つ他のプレイヤーから一目置かれており「すぐに自首をする（通称：鈴木拓作戦）」を行った人は多い（その場合、欲に目がくらみ捕まるがオチとなる）。

### エピソード
- 「打ち合わせ中に伸びをして非常ベルを押してしまう」「暗いスタジオで立ち位置にスポットライトを当てると塚地しかおらず、立ち位置を案内したADの後ろにまだついて行っていた」「マクドナルドで店で食べるか持ち帰りかを聞かれ『どっちでもいいです』と言った」「弁当を買いに行って、財布と弁当を忘れて帰ってきた」「ざる蕎麦をふーふーと冷ましてから食べる。周りから注意されてもそうしないと食べられない」「2002年頃には家の近所でキレイな鳥を見つけて追いかけているうちに、道路の段差に足を取られて腰の骨を折った」といったエピソードがある。
- 自分の愛車の車内を禁煙としているにもかかわらずヘビースモーカーの塚地に車を貸し、案の定、煙草を吸われたため車内に臭いが残った[32]。そのことで妻に詰問され「いや、塚っちゃんに貸したら…」と白状した[注 2]ら、あっさりと許してくれた。妻いわく「ウチの車って言っても、実質塚地さんに買ってもらったようなものだから」[32]とのこと。
- 2023年、海外の空港にて、持っていた鞄に警察犬が反応、鞄に爆弾が仕掛けられているとして、取り調べ室に連行された。実際は鞄の中のフリスクに警察犬が誤って反応しており、警察は「たまにこういうことがあるんだよね」と言ってきた。鈴木は「何だよ！コイツら！！」と、あわや爆弾犯に仕立て上げられるところだった事を明かした[33]。
- 誹謗中傷については、大抵の人間は殺せるぐらい自分より弱いので気にならないと語った[34]。

## 出演
コンビとしての出演番組はドランクドラゴンを参照。

### テレビ番組
現在の出演番組
レギュラー
- 乃木坂お試し中（2021年2月27日 - 、TBSチャンネル1）
- 鈴木拓とマルコスの釣りわっしょい！（2023年4月18日 - 、BSJapanext）[35]

不定期出演
- アメトーーク!（テレビ朝日）
- run for money 逃走中（2012年10月7日、2013年1月6日・13日、4月14日、2014年4月6日、7月6日、フジテレビ）
  - 2012年10月7日の回で自首を成立させ、130万2000円を獲得。
  - 2014年7月6日の回で自首を成立させ、99万7100円を獲得。2023年現在、2度の自首に成功しているのは鈴木、山内健司、久保田かずのぶの3人のみである。
- battle for money 戦闘中（2013年6月30日、2014年1月12日、フジテレビ）
  - 2013年6月30日の回で番組史上初のエスケープを宣言するも撃破。2023年現在、唯一のエスケープを宣言したプレイヤーとなっている。
- 笑神様は突然に…（日本テレビ）
  - チーム小木軍団の一人。「スーパーサラリーマン」に扮して様々なスタントを披露する。2014年には番組企画で鳥人間コンテスト選手権大会に出場した。
- 22/7 計算中（2018年10月6日以後「22/7 検算中」含、TOKYO MX。特に涼花萌との企画が多い。）

過去の出演番組
- ロンドンハーツ（テレビ朝日）
- 潜在異色〜人気芸人が初めて見せるヒミツの出し物〜（2010年1月 - 3月、日本テレビ）
- フットンダ（中京テレビ）
- スズキセンターCX（フジテレビワンツーネクスト）
- 撮れ高次第（2011年10月 - 2012年1月、TOKYO MX）
- ジンロリアン〜人狼〜（2013年4月4日、TBSテレビ）
- コンちゃんテンちゃん（2013年10月17日、フジテレビ）
- AKB48コント「何もそこまで…」（2013年10月18日・25日、11月15日 - 12月20日・2014年1月24日・2月14日、ひかりTV）
- 未来ロケット（2014年4月19日 - 2015年3月21日、フジテレビ）
- 相葉マナブ（2013年4月21日 -　2015年12月6日、テレビ朝日）　サポートメンバーとして塚地とコンビで出演する場合と単独で出演する場合があった。
- 超入門!落語 THE MOVIE（NHK総合）
  - お菊の皿（2016年7月22日） - 江戸っ子 役
  - 三方一両損（2016年11月30日） - 吉五郎 役
  - 不動坊（2017年1月18日） - 不動坊の幽霊 役
- ビットワールド（2017年、NHK Eテレ） - タケちゃん 役
- 乃木坂46えいご（2015年6月28日 - 2021年1月31日、TBSチャンネル1）
- 濱口女子大学 〜軽トラとテントと鈴木〜 → 濱口女子大学 〜街とテントと鈴木拓〜（2015年7月14日 - 2021年3月27日、テレビ大阪）
- こんなところでキャンパーズ!（2022年7月22日 - 8月24日、BS松竹東急）
- 御社でインターンよろしいでしょうか?（2022年10月22日、BS-TBS）塚地のピンチヒッターとして出演。
- ABChanZoo（2015年11月8日 - 2023年4月2日、テレビ東京）
- AKB48チーム8のKANTO白書 バッチこーい!（2017年10月8日 - 2022年12月18日、千葉テレビ）
2022年、AKB48チーム8の活動休止に伴い、番組休止。2023年、AKB48のチーム制休止が発表、事実上番組再開消滅[36]。
- 発見!タカトシランド（北海道文化放送）
  - 2024年7月19日 - 手稲駅エリアでお宝店を発見! SP
  - 2024年7月26日 - 小樽北エリアでお宝店を発見! SP

### ラジオ番組
- ドランクドラゴン鈴木拓宅（2016年10月2日 - 2018年9月25日、TBSラジオ）[37][38]
- アッパレやってまーす!（2017年4月10日 - 、MBSラジオ）月曜日→木曜日[注 3]

### Web番組
- 濱口女子大学Amazonスペシャル（2017年9月8日 - 9月29日（全4回）、Amazon Prime Video）
- 有吉弘行の脱ぬるま湯大作戦（2018年8月3日 - 8月24日（全6回）、Amazon Prime Video）
- 街録ch〜あなたの人生、教えて下さい〜（2021年、YouTube番組）
- 風雲!たけし城（2023年4月28日、Amazon Prime Video）
- ABEMA的ニュースショー（2018年11月18日 - 、AbemaNews） -　準レギュラー　毎週日曜日配信
- エロキン(2021年8月 - 、Amazon Prime Video) - MC

### テレビドラマ
- 整形美人。（2002年、フジテレビ）
- あいくるしい（2005年、TBSテレビ） - テキ屋（金魚すくい）役　※警官（塚地）が水槽に落っこちる場面で登場
- HERO 特別編（2006年、フジテレビ） - 寺本篤史 役
- 裸の大将（2007年 - 2009年、フジテレビ） - 第1作：樽井（旅館の番頭） 役、第2作：佐々木刑事 役　第3作：鉄道員 役、第4作：山並伸吾（市役所職員） 役
- おいしいごはん 鎌倉・春日井米店（2007年、テレビ朝日） - 沼田 役
- 中学生日記（NHK教育）
  - 中学生日記 リサイクルバンド（2009年1月17日）
  - 転校生シリーズ(1) 「少年は天の音を聴く」（2009年8月29日）
- 恋のから騒ぎ〜LOVE STORIES VI〜「教祖と呼ばれた女」（2009年、日本テレビ） - 通行人 役
- KOI☆AGE〜恋するアゲハ〜（2009年、Bee TV）
- ハンチョウ〜神南署安積班〜（2009年、TBSテレビ）- 芝山洋介 役
- 恋うたドラマSP -三日月- 第2夜（2009年9月30日、TBSテレビ） - 飯島ケン 役
- 笑う女優（2010年1月1日、日本テレビ） - ホテルのボーイ 役
- 初恋クロニクル（2010年3月13日、BSフジ）- 郵便局員 役
- 崖っぷちのエリー〜この世でいちばん大事な「カネ」の話〜 第6話（2010年8月20日、ABCテレビ・テレビ朝日共同制作） - 編集者 役
- 勇者ヨシヒコと魔王の城 第7話（2011年8月19日、テレビ東京） - スズキ 役
- ビギナーズ! 第2話（2012年7月26日、TBSテレビ） - 警察官 役
- イロドリヒムラ 第10話（2012年12月17日、TBSテレビ） - 警官 役
- 終電バイバイ 第5話（2013年2月11日、TBSテレビ） - 彼氏 役
- この世で俺/僕だけ（2013年3月31日、BSジャパン） - 原 役
- おとりよせ王子 飯田好実（2013年4月 - 7月、メ〜テレ） - ヨーロッパ急便宅配員 役
- 月曜ゴールデン（TBSテレビ） 
  - 信濃のコロンボ〜死者の木霊〜（2013年10月7日）
  - 警視庁心理捜査官・明日香4（2014年6月16日） - バスの運転手 役
- 特集ドラマ「生きたい たすけたい」（2014年3月11日、NHK総合） - 広沢 役
- 金曜プレステージ森村誠一サスペンス流氷の夜会（2014年8月1日、フジテレビ）
- 地獄先生ぬ〜べ〜 第4話 - 第6話・第8話 - 第10話（2014年11月1日 - 11月15日・11月29日 - 12月13日、日本テレビ） - 小豆洗い 役
- ブサイクの神様（2015年2月14日、BSフジ）- ウーパー 役
- 連続テレビ小説「まれ」（2015年5月 - 9月、NHK総合） - 浅井和也 役
- ドラえもん、母になる〜大山のぶ代物語〜（2015年12月13日、NHK BSプレミアム） - 肝付兼太 役[39]
- 宇宙の仕事 第7話（2016年9月8日、Amazonプライム・ビデオ） - ゾルゲール星人 役
- 潜入捜査アイドル・刑事ダンス 第3話（2016年10月22日、テレビ東京） - 本人 役
- Chef〜三ツ星の給食〜（2016年、フジテレビ）
- 大河ドラマ（NHK総合）
  - 真田丸 最終話（2016年12月18日） - 十蔵 役
  - 西郷どん（2018年） - 平六 役
- ボクのお年玉はどこ?（2017年1月3日、メ〜テレ）
- コードネームミラージュ（2017年、テレビ東京）- 甲斐和司 役
- 重要参考人探偵（2017年、テレビ朝日） - 金重友造 役
- 都庁爆破!（2018年1月2日、TBSテレビ）- 永山 役
- 直撃!シンソウ坂上 「三菱銀行人質事件」[40]（2018年4月19日、フジテレビ） - 行員 前野（仮名） 役
- Missデビル 人事の悪魔・椿眞子 第2話（2018年4月21日、日本テレビ）
- 崖っぷちホテル! 最終話（2018年6月16日、日本テレビ）
- 警視庁岡部班2（2018年11月12日、TBSテレビ）- 指名手配犯 役
- ゾンビが来たから人生見つめ直した件（2019年、NHK総合） - 塚地店長 役
- THE GOOD WIFE / グッドワイフ 最終話（2019年3月17日、TBSテレビ） - 真鍋侑介 役
- 科捜研の女 SEASON19 第1話  （2019年4月18日、テレビ朝日） - 荒木田修 役
- ミス・ジコチョー〜天才・天ノ教授の調査ファイル〜 第4話 - 第5話（2019年11月8日 - 11月15日、NHK総合） - 駒井鉄雄 役
- ハムラアキラ 〜世界で最も不運な探偵〜（2020年） - 山際誠 役
- 恋はつづくよどこまでも 第1話（2020年1月14日、TBSテレビ） - サラリーマン 役
- パパがも一度恋をした 第1話（2020年2月1日、東海テレビ） - 変質者 役
- どんぶり委員長（2020年10月25日 - 2021年1月3日、BSテレ東） - 茨泰之 役
- あのときキスしておけば 第1話・第3話・最終話（2021年4月30日・5月14日・6月18日、テレビ朝日）- クレーム客 役
- 今野敏サスペンス 機捜235×強行犯係 樋口顕 第1話（2023年1月27日、テレビ東京）- 西山義彦 役
- 王様に捧ぐ薬指 第3話（2023年5月2日、TBSテレビ） - 園田 役
- 離婚弁護士 スパイダー〜慰謝料争奪編〜 第2話（2024年10月12日〈予定〉、日本テレビ） - ラーメン屋店長 役[41]
- うちの会社の小さい先輩の話（2025年1月15日 - 、BS松竹東急） - 坂田 役[42]

### 配信ドラマ
- 言霊の女たち。（2010年、LISMO Channel）- 岩崎信二 役
- ダメ田十勇士（2015年） - 十蔵 役
- まだまだ恋はつづくよどこまでも 第1話（2020年1月14日、Paravi） - サラリーマン 役
- 箱庭のレミング（2021年6月24日、ABEMA） - 落語家 役

### 映画
- 間宮兄弟（2006年5月13日公開、アスミック・エース）
- 甲虫王者ムシキング スーパーバトルムービー 〜闇の改造甲虫〜（2007年12月17日公開、松竹） - カナブン 役（声の主演）
- ハンサム☆スーツ（2008年11月1日公開、アスミック・エース）
- 真夏のオリオン（2009年6月13日公開、東宝） - 秋山吾朗 役
- アバター（2011年4月30日公開、太秦、監督：和田篤司） - 及川亮一 役
- サンゴレンジャー（2013年6月15日公開、マーブルフィルム）
- クローバー（2014年11月1日公開、東宝） - 田崎 役
- この世で俺/僕だけ（2015年1月31日公開、トリクスタ）
- 内村さまぁ〜ず THE MOVIE エンジェル（2015年9月11日公開、東宝）
- サマーソング（2016年9月17日公開、クラスター） - 鈴木 役
- コンフィデンスマンJP -ロマンス編-（2019年5月17日公開、東宝）
- 前田建設ファンタジー営業部（2020年1月31日公開、バンダイナムコアーツ・東京テアトル）
- さかなのこ（2022年9月1日公開、東京テアトル） - 鈴木先生 役[43]

### 広告
- サントリーフーズ／ミルクティー「リプトンザ・ロイヤル」（2009年）

### ネット
- 有頂天レストラン（2021年5月23日 -、YouTube） - MC

## 著書
- クズころがし（幻冬舎）